# Пребіотики
Пребіотики — це сполуки в їжі, які сприяють росту або активності корисних мікроорганізмів, таких як бактерії та гриби.
Дієтичні пребіотики — це зазвичай неперетравлювані сполуки клітковини (наприклад різновид харчових волокон), які неперетравленими проходять через верхню частину шлунково-кишкового тракту та сприяють росту або активності корисних бактерій у товстій кишці, діючи як субстрати для них.
Інколи, можуть поліпшувати здоров'я.

## Історія
Термін «пребіотики» вперше ввів R.Gibson та використовується для визначення речовин або дієтичних додатків, які не гідролізуються та не абсорбуються у тонкій кишці людини. Вони є селективним субстратом одного або декількох видів біфідобактерій та лактобацил (БЛ-флори) для стимуляції їхнього зростання і/або метаболічної активності, внаслідок чого поліпшується склад мікрофлори товстого відділу кишки.

## Приклади пребіотиків
Одним із найкласичніших пребіотиків, які використовують для створення функціональних продуктів є інулін, який у великій кількості зустрічається в таких рослинних продуктах, як топінамбур і корінь цикорію. Найбільша кількість пребіотиків має вуглеводну природу — це фруктоолігоцукриди, ізомальтоолігоцукриди, лактулоза, галактоолігоцукриди, харчові волокна, стійкі види крохмалю, інулін та ін.
Серед пребіотиків найвідоміші полі- і олігофруктани, соєві олігоцукриди, галактоолігоцукриди, ізольовані з природних джерел або отримані біотехнологічним чи синтетичним методами.
На харчовому ринку існує досить велика пропозиція пюреутворюючих концентратів, що належать до складу пребіотиків.

## Вимоги
До пребіотиків відносяться речовини, які повинні задовольнити наступні вимоги:
- не гідролізуватися і не всмоктуватися у верхній частині шлунково-кишкового тракту;
- бути селективним субстратом для корисних бактерій, що живуть у товстому кишечнику, тобто стимулювати їхній ріст чи біохімічну активність;
- змінювати баланс кишкової мікрофлори в сторону більш сприятливого для організму людини складу;
- індукувати корисні ефекти не тільки на рівні шлунково-кишкового тракту, але й організму в цілому, тобто забезпечувати системні ефекти